# Grande Morávia

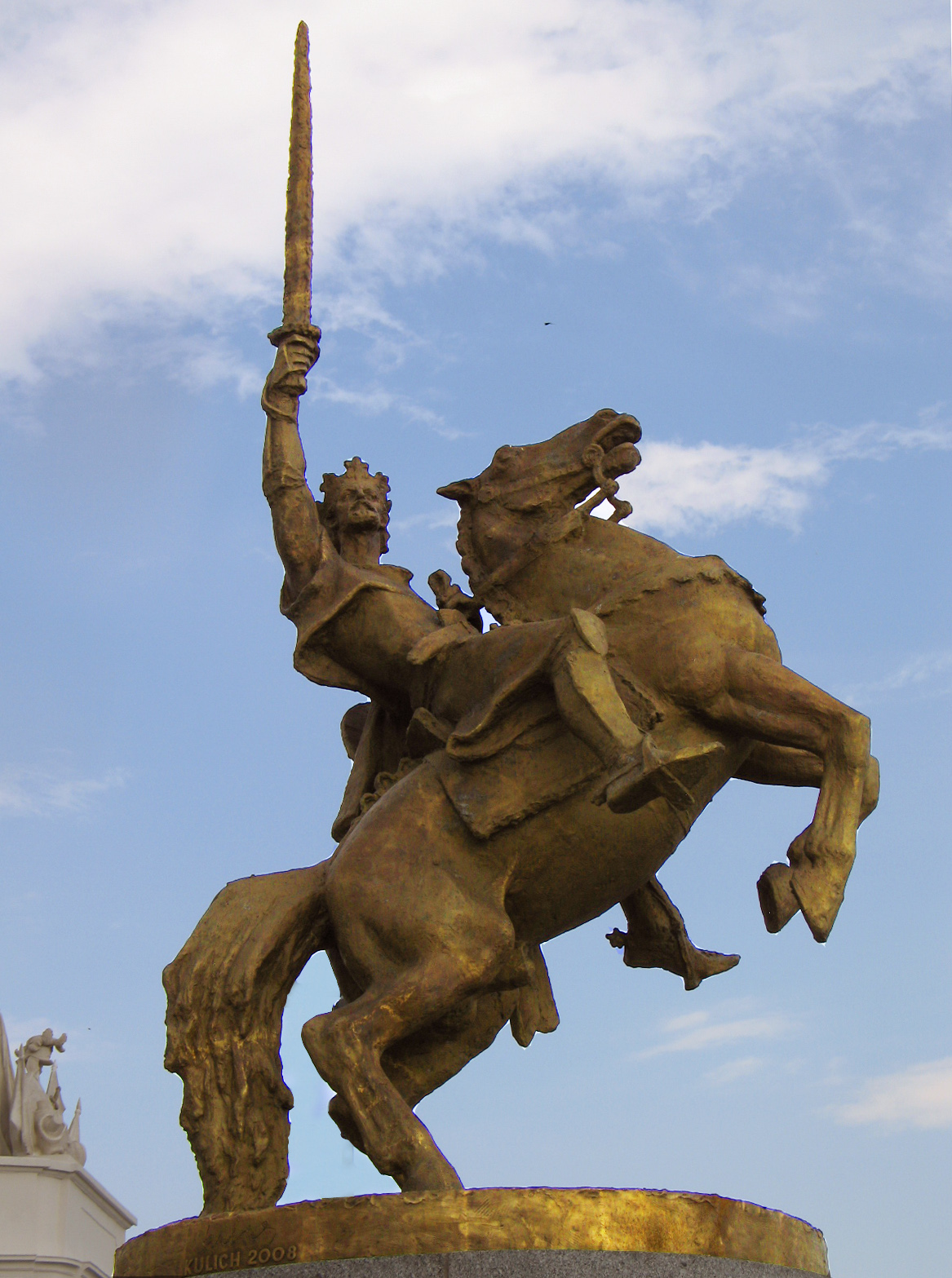
, o mais importante monarca da Grã-Morávia, reinou entre 871 e 894

A Grã-Morávia (em esloveno: Veľká Morava; em sérvio: Velká Morava; em latim: Magna Moravia) foi um reino eslavo que de 833 até início do século X compreendeu os atuais territórios correspondentes às atuais República Checa (Morávia), Eslováquia e noroeste da Hungria. O primeiro uso do termo Grã-Morávia remonta à obra de Constantino VII Sobre a Administração Imperial (escrito por volta de 950). O termo "Morávia" não diz respeito apenas à região correspondente a atual Morávia mas também aos territórios ao redor do rio Morava e de sua capital chamada Morava.

## Desenvolvimento

### Origens
Um dos predecessores da Grã-Morávia foi provavelmente o reino de Samo, surgido por volta de 623–658 na Morávia, Eslováquia, Baixa Áustria e provavelmente na Boémia e Sorábia, próximo ao rio Elba, que não era um reino instituído mas uma confederação de povos. A história da região entre 659 e o final do século VIII é em grande parte desconhecida.
As primeiras estruturas políticas da Grã-Morávia surgiram após as missões de padres irlandeses à região na primeira metade do século VIII Em 789, Carlos Magno, rei dos francos, enviou o arcebispo de Salzburgo à Morávia para que ele avaliasse a situação dos povos eslavos. Além da conversão, os clérigos francos tinha como objetivo fortalecer a autoridade da Igreja e do império franco entre os eslavos. Em 828, os francos fundaram a primeira igreja em Nitra. Nessa época, o principado era governado por Pribina (?-861). Após o Tratado de Verdun em 843, o rei Luís o Germânico (804-876) herdou a França Oriental e decidiu expandir sua autoridade ao leste. Os francos jogaram os líderes eslavos uns contra os outros e garantiram a supremacia na região. Em 833, Moimir da Morava derrubou Pribina, príncipe de Nitra, e unificou a Grã-Morávia, fundando um Império. Moimir I governou o Império da Grã-Morávia de 833 a 846 d.C.

### Auge
Durante a maior parte de sua curta história, o reino da Grã-Morávia foi um estado vassalo do reino franco. O reinado de Moimir I foi turbulento, tendo o poder central enfrentado a rebeldia de principados menores e a insubordinação dos nobres. Em 846, o rei Luís o Germânico aproveitou-se da debilidade institucional do governo de Moimir I, e substitui o rei por um fantoche dos francos, o sobrinho de Moimir, Rastislau de Nitra. Durante o reinado de Rastislau (846-870), as colinas de Slanské foram incorporadas ao Império, o que precipitou conflitos contra o reino da Bulgária e os francos. Entre 853 e 854, Rastislau apoiou um opositor de Luís o Germânico durante um conflito interno do reino franco, o que levou este último a invadir a Grã-Morávia em 855. A guerra franco-morávia (855-859) encerrou-se com um tratado de paz favorável ao monarca eslavo.
Rastislau também tentou adquirir autonomia eclesiástica em relação às dioceses francas. Em 862, ele pediu ao imperador Miguel III de Bizâncio que enviasse missionários e um bispo à Grã-Morávia, o que foi realizado em 863, com a chegada de Cirilo e Metódio ao país. Em 864, os búlgaros e francos aliaram-se para submeter o império eslavo e Rastislau aceitou a suserania de Luís o Germânico. Os francos temiam que o Império da Grã-Morávia adquirisse autonomia demais, ameaçando a existência de seus vizinhos. Em 870, após uma nova invasão franca, o príncipe pró-germânicos Zuentibaldo I derrubou Rastislau e ascendeu ao trono. O governo de Zuentibaldo (870–894) foi marcado por crescente ingerência franca e por novas conquistas territoriais. Em 871, embora tivesse derrubado Rastislau em nome dos francos, Zuentibaldo foi aprisionado por estes e obrigado a lutar a seu lado contra Eslavomir da Morava, um dos últimos líderes contrários ao domínio franco. No entanto, Zuentibaldo uniu-se a Eslavomir durante a batalha e derrotou os francos, matando Engelscalque e Guilherme, dois governadores francos enviados pelos reis germânicos. Zuentibaldo derrotou os francos novamente em 872, obrigando seus inimigos a aceitarem um tratado de paz em 874, a Paz de Forchheim.
Até 882, período em que vigorou a Paz de Forchheim, Zuentibaldo conquistou partes da atual Polônia e da República Tcheca. Entre 882 e 892, Zuentibaldo I defendeu o Império da Grã-Morávia de ataques recorrentes por parte dos príncipes locais e dos reis francos, entre eles Arnulfo da Caríntia. Para derrotar Zuentibaldo, Arnulfo da Caríntia estabeleceu alianças com os búlgaros e os magiares. Em 894, Zuentibaldo morreu e o reino da Grã-Morávia continuou a se enfraquecer diante das investidas inimigas.

### Queda
Os principados do reino de Zuentibaldo I foram divididos entre seus três filhos, tendo Moimir II sucedido o pai como imperador da Grã-Morávia (894-907). O reinado de Moimir foi marcado por conflitos contra francos e magiares, tendo estes últimos se apoderado do território da Grã-Morávia em 907, após o assassinato do imperador em combate.

## Território

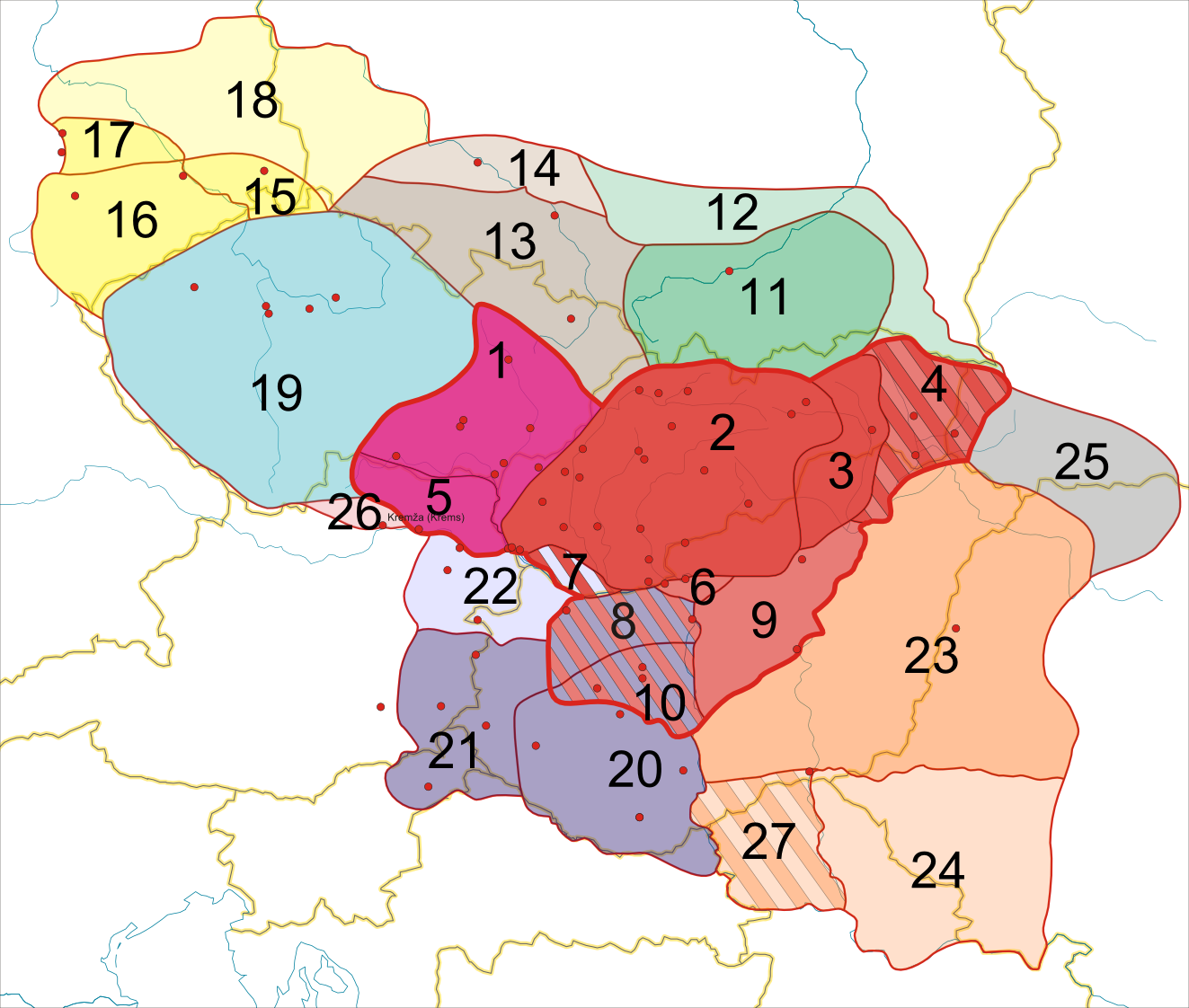
Legenda:
Linha amarela: fronteras atuais
Linha azul: rios
Pontos vermelhos: principais castelos e fortes/principais colônias
1: de 833 à 907: Principado da Morávia
2: de 833 à 907: Principado de Nitra
3: Parte do Principado de Nitra antes de 833
4: Parte do Principado de Nitra de 833 à (?)896
5: Parte do Principado da Morávia de 853/854 à (?)907
6: Parte do Principado de Nitra de 858 à (?)894
7: Parte do Principado de Nitra
8: Parte do Principado de Nitra
9: Parte do Principado de Nitra do reino de Rastislau (846-870) ou de (871-894) até 896
10: Parte do Principado de Nitra
11: País dos Vístulanos de 874 à (?) 907
12: Parte do País dos Vístulanos
13: Silésia de 880 à ?
14: Parte da Silésia de 890 à 897
15: Lusácia de 890 à 897
16: Parte da Lusácia
17: Parte da Lusácia
18: Parte da Lusácia
19: Boêmia de 888/890 à 894
20: Principado de Balaton de 883 à 894
21: Parte do Principado de Balaton
22: Parte do Principado de Balaton
23: Transeteíssia de 881/882 à 896
24: Parte da Transeteíssia
25: do reino de Zuentibaldo (871-894) à (?) 896
26: do reino de Zuentibaldo (871-894) à ?
27: Parte da Transeteíssia

1. ↑  Infopédia. «Morávia - Infopédia». Dicionários infopédia da Porto Editora. Consultado em 10 de julho de 2025